# کروا (قائم‌شهر)
کروا، روستایی است از توابع بخش مرکزی شهرستان قائم‌شهر در استان مازندران ایران می‌باشد.

## جمعیت
این روستا در نوکندکلا قرار داشته و براساس آخرین سرشماری مرکز آمار ایران که در سال ۱۳۸۵ صورت گرفته، جمعیت آن ۵۰۳ نفر (۱۳۷خانوار) بوده‌است.